# Universidad de Chernivtsí

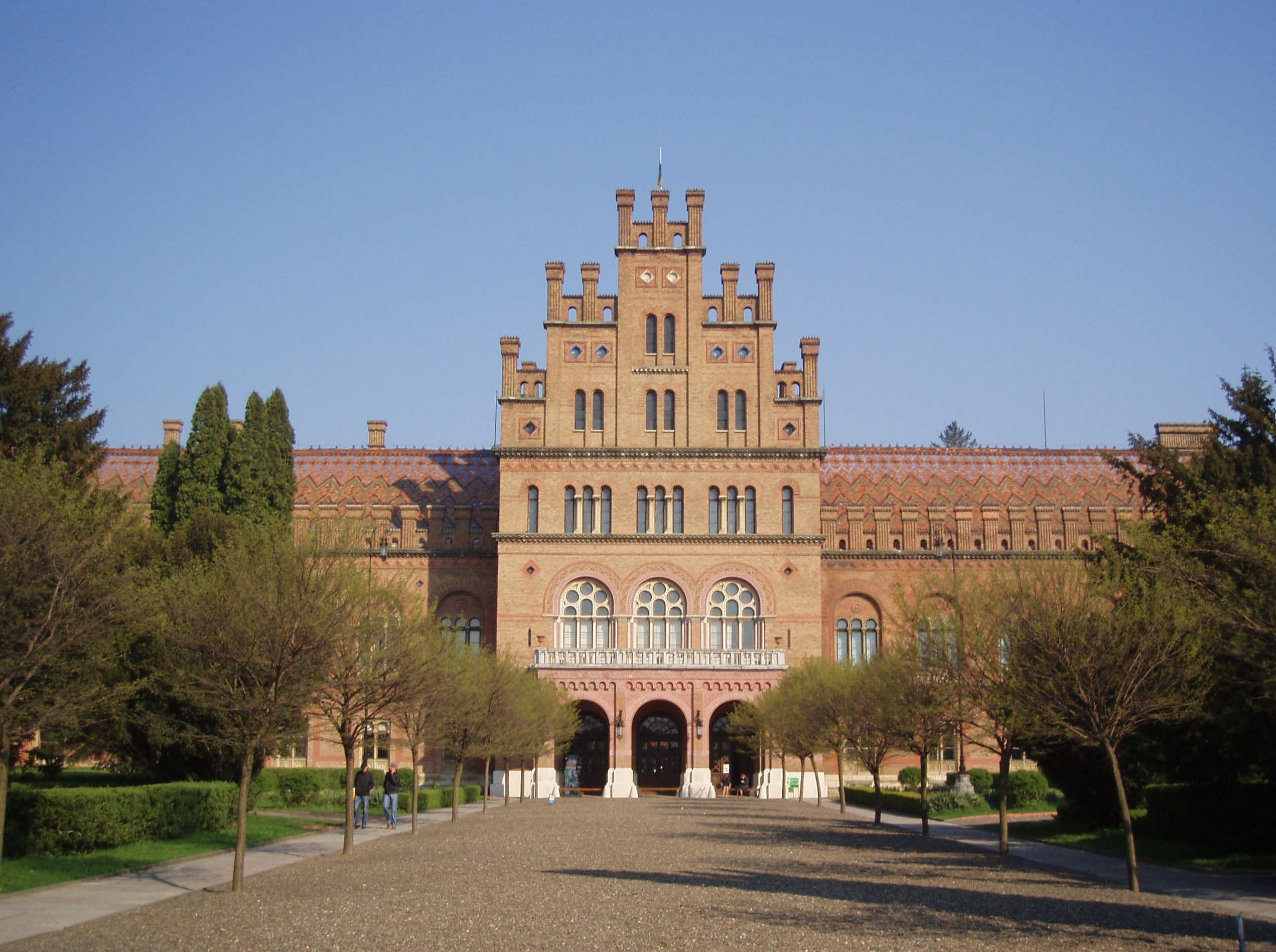
Residencia de metropolitanos bucovinios y dálmatas

La Universidad Nacional Yuri Fedkóvich de Chernivtsí (en ucraniano: Чернівецький національний університет імені Юрія Федьковича) es una universidad pública en la ciudad de Chernivtsí en Ucrania Occidental. Una de las principales instituciones ucranianas de educación superior, fue fundada en 1875 como Franz-Josephs-Universität Czernowitz cuando Chernivtsí (Czernowitz) era la capital del Ducado de Bucovina, un Land Cisleitanio de la corona de Austria-Hungría. Hoy la universidad tiene su sede en la Residencia de los Metropolitanos Bucovinios y Dálmatas, un lugar catalogado por la UNESCO como Patrimonio de la Humanidad desde 2011.

## Historia
En 1775, la Monarquía Austríaca de los Habsburgo había obtenido el territorio de Bukovina, que desde 1786 fue administrado dentro del distrito de Chernivtsí de Galicia. Bajo el gobierno del emperador José II, el territorio escasamente poblado fue colonizado por colonos alemanes, principalmente de Suabia. Junto con los funcionarios administrativos austriacos formaron un grupo de población separado y, a fines del siglo XIX, surgieron varios institutos de educación superior con el alemán como lengua de instrucción, incluidos Gymnasien en Chernivtsí y Suceava. Como los graduados aún tenían que abandonar Bucovina para estudiar en las partes occidentales de la Monarquía austrohúngara, la administración local desarrolló planes para fundar una universidad propia. 

### Franz-Josephs-Universität

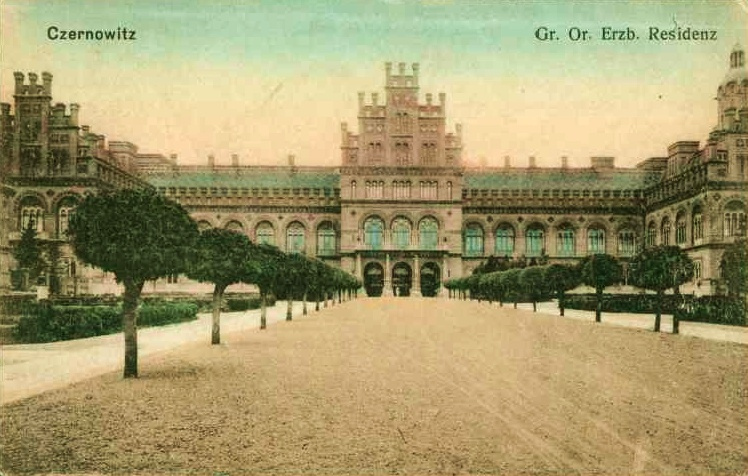
Residencia arzobispal, postal, c. 1900.

En 1866, el Imperio austríaco había perdido la guerra contra Prusia, terminando la Confederación alemana, seguido de la fundación del Imperio alemán en 1871. A su vez, el emperador de los Habsburgo Francis Joseph I se concentró en la fuerza y las demostraciones de poder en sus tierras de la corona oriental. Los planes para una universidad germanófona se basaron en el establecimiento en 1872 de la Kaiser-Wilhelms-Universität de Estrasburgo, llamada así por el emperador alemán Guillermo I de Alemania, en el territorio imperial de Alsacia y Lorena. 
Después de que la Universidad de Leópolis declarara el polaco como lengua de instrucción en 1871, un comité de Bukovina dirigido por el jurista y político liberal Constantin Tomashchuk (1840-1889), miembro del Consejo Imperial, pidió la creación de una universidad alemana multilingüe en Czernowitz alrededor de 740 kilómetros (459,8 mi) "más allá" de Viena. En 1874, dirigieron una petición al Ministro de Educación austríaco, Karl von Stremayr, a cuya propuesta el emperador Francis Joseph finalmente resolvió el establecimiento de una universidad, aprobada por las dos cámaras del Consejo Imperial los días 13 y 20 de marzo de 1875. Otras ciudades que solicitaron la creación de una universidad, como Trieste, Olomouc, Brno, Ljubljana o Salzburgo, se quedaron con las manos vacías. 
Cien años después de la afiliación de Bucovina a la monarquía austríaca, la Universidad Franz-Josephs-Universität fue inaugurada el 4 de octubre de 1875 (el onomástico del emperador) sobre la base de la Escuela Superior de Teología de Czernowitz, y Constantin Tomashchuk fue nombrado su primer rector. Originalmente, el idioma principal de instrucción era el alemán, con departamentos separados para lengua y literatura ucraniana y rumana. El alemán era el idioma principal a pesar de que la región en la que se encontraba, Bucovina, no hablaba alemán, y otras universidades austrohúngaras fuera de las áreas de habla alemana estaban alejándose de la enseñanza en alemán. Durante el período de dominio austrohúngaro, la universidad operó tres facultades: teología ortodoxa griega (la única en Europa Central ), jurisprudencia y filosofía. Para continuar con el estudio de la medicina, los graduados de Bucovina todavía tenían que ir a Leópolis o a la Universidad Jaguelónica en Cracovia. 
Aunque el idioma general de instrucción era el alemán, también se establecieron cátedras en rumano y ruteno. Durante el dominio austrohúngaro, la mayoría de los estudiantes de Czernowitz eran judíos y alemanes austriacos, mientras que los ucranianos y los rumanos representaban aproximadamente el 20–25 por ciento del cuerpo estudiantil. En la época, había más de 40 fraternidades alemanas, ucranianas, rumanas, polacas, judías y católicas (Studentenverbindungen) en la ciudad, lo que reflejaba su diversidad lingüística y religiosa. 
En la Primera Guerra Mundial, Czernowitz en el Frente Oriental fue campo de batalla de las fuerzas austrohúngaras e imperiales rusas, lo que afectó gravemente a la universidad. Sin embargo, los planes para una reubicación a Salzburgo en el oeste se encontraron con protestas de académicos como Eugen Ehrlich y Joseph Schumpeter. En junio de 1918 se reanudaron las actividades docentes mediante el Tratado de Brest-Litovsk con la Rusia soviética . 

### Universitatea Regele Carol I
Después de la disolución de Austria-Hungría en 1918, Bucovina se convirtió en parte del Reino de Rumania y la universidad pasó a llamarse Universitatea Regele Carol I din Cernăuţi. El edificio actual de la universidad data de 1920-22 y fue encargado por el gobierno rumano. De 1919 a 1940, la universidad fue en gran parte romanizada ; el departamento ucraniano fue abolido, los profesores ucranianos fueron despedidos y la instrucción se pasó por completo al rumano. En 1933, de 3247 estudiantes, había 2117 rumanos, 679 judíos, 199 alemanes, 155 ucranianos (disminuyendo en relación con 239 de 1671 estudiantes en 1920), 57 polacos, 26 rusos y 4 de otras nacionalidades. Ion Nistor, un destacado historiador rumano y uno de los defensores más vocales del nacionalismo Gran Rumania fue el rector de la universidad durante muchos años. 

### Universidad Estatal de Chernivtsí
Tras la ocupación soviética del norte de Bucovina, el territorio se unió a la República Socialista Soviética de Ucrania y el idioma principal de la universidad se cambió al ucraniano. La universidad, renombrada Universidad Estatal de Chernivtsí, se expandió y reorganizó significativamente. La enseñanza de la ciencia aumentó considerablemente y el departamento de teología se disolvió para ser reabierto en 1996. En 1989, la universidad fue nombrada en honor a Yuri Fedkóvich, un destacado escritor ucraniano originario de Bucovina. En los años soviéticos, el número de estudiantes rumanos en la universidad disminuyó drásticamente. En 1991-92, el último año de gobierno soviético, los estudiantes rumanos representaban tan solo un 4,44% (434 de 9,769). Entre los docentes, el desglose por nacionalidades era el siguiente: profesores ucranianos 465 (77,1%), rusos 102 (16,9%), moldavos 9 (1,4%), rumanos 7 (1,1%), bielorrusos 6 (0,9%), etc. 

### Universidad Nacional Yuri Fedkóvich de Chernivtsí
Desde el año 2000, en el que la universidad recibió el estatus nacional, opera bajo su nombre actual, Universidad Nacional Yuri Fedkóvich de Chernivtsí. 
Por decisión de la sesión del Consejo de la Asociación Europea de Universidades, celebrada en Bruselas el 15 de enero de 2009, la Universidad Nacional Yuri Fedkóvich Chernivtsí fue admitida como miembro individual de la Asociación de Universidades Europeas.

## Campus y edificios
La Universidad Nacional Yuri Fedkóvich de Chernivtsí consta de 17 edificios, con un total de 105 unidades. El área total que ocupa es de 110.800 metros cuadrados, incluyendo edificios de entrenamiento - 66 metros cuadrados. 
El conjunto arquitectónico del campus principal de la universidad, la residencia de los metropolitanos bucovinios y dálmatas, está incluido en la lista del lugares Patrimonio Mundial de la UNESCO. 

## Institutos y facultades
- Instituto de Biología, Química y Biorecursos
- Instituto de Física, Ingeniería e Informática.
- Facultad de Geografía
- Facultad de Economía
- Facultad de Lenguas Europeas Modernas
- Facultad de Historia, Ciencias Políticas y Relaciones Internacionales
- Facultad de Matemáticas e Informática
- Facultad de Pedagogía, Psicología y Actividad Social
- Facultad de Filología
- Facultad de Filosofía y Teología.
- Facultad de Derecho
- Facultad de Educación Física y Salud
- Facultad de Arquitectura, Construcción, Artes y Oficios

## Bibliotecas
La biblioteca de la universidad fue fundada en 1852 como Biblioteca Krayova — la primera biblioteca pública en Bucovina. Para 2004, su total de libros incluía 2.554.000 ejemplares y entre ellos 1.215.000 ejemplares de literatura científica, 171.000 libros de texto y manuales, y 648.000 de ficción. El fondo de libros extranjeros contiene 376.000 obras en alemán, rumano, inglés, latín, polaco, griego antiguo, francés, hebraico, yiddish y otros idiomas. 
La biblioteca científica incluye 11 departamentos: colección, procesamiento científico, preservación de fondos nativos, preservación de fondos extranjeros, libros raros y valiosos, préstamo de libros, salas de lectura, sucursales, trabajo cultural, tecnologías de la información e información bibliográfica. 

## Relaciones internacionales
La Universidad tiene asociaciones con universidades en Austria, Bielorrusia, Bulgaria, Bosnia, Reino Unido, Estonia, Israel, España, China, Letonia, Moldavia, Alemania, Corea del Sur, Noruega, Polonia, Rumania, Serbia, Eslovenia, Eslovaquia, Estados Unidos, Turquía, Francia, Croacia, Finlandia, República Checa . Participa en proyectos y en el marco de programas de cooperación transfronteriza como TEMPUS, EMERGE - Erasmus Mundus Movilidad Europea con la Región Vecina en el Este: Ucrania, Moldavia, Bielorrusia, Programa Jean Monnet, Programa ERASMUS. Está también asociada a la EUROSCI Network.

## Profesores y exalumnos notables
- Sydir Vorobkevych (1836-1903), compositor y escritor ucraniano .
- Ion Nistor (1876-1962), historiador y político rumano
- Alois Handl (1837-1915), físico austriaco.
- Anton Wassmuth (1844-1927), físico austriaco, miembro de la Academia Alemana de Ciencias Leopoldina .
- Anton Marty (1847-1914), filósofo suizo.
- Alexander Georg Supan ( 1847-1920 ), geógrafo austríaco.
- Leopold Bernhard Gegenbauer ( 1849-1903 ), matemático austriaco .
- Georg Elias Müller (1850 - 1934), psicólogo experimental alemán.
- Friedrich Becke ( 1855-1931 ), mineralogista y petrografista austríaco.
- Eusebio Mandyczewski, (1857 - 1929), musicólogo ucraniano, compositor, director y maestro .
- Iván Frankó (1856-1916), poeta ucraniano, escritor, crítico social y literario, periodista, intérprete, economista, activista político.
- Eugen Ehrlich (1862 - 1922), estudioso del derecho, uno de los fundadores principales del campo moderno de la sociología del derecho .
- Josef Geitler von Armingen ( 1870-1923 ), físico austriaco.
- Victor Conrad (1876-1962), físico austriaco - estadounidense, sismólogo y meteorólogo, profesor de la Universidad de Harvard .
- Nicolae Bălan (1882 - 1955) clérigo rumano, obispo metropolitano de la Iglesia ortodoxa rumana
- Joseph Schumpeter (1883–1950), uno de los economistas más influyentes del siglo XX, profesor de la Universidad de Harvard .
- Hans Hahn (1879-1934), matemático austriaco, uno de los fundadores del análisis funcional moderno.
- Josip Plemelj (1873 - 1967), matemático esloveno .
- Nikolay Bogolyubov (1909-1992), matemático soviético y físico teórico .
- Arseniy Yatsenyuk, político ucraniano, economista y primer ministro ucraniano.

Doctores honorarios 
- Leonid Kadeniuk, el primer astronauta de Ucrania .
- Lina Kostenko, poeta y escritora ucraniana.
- Heinz Fischer, el presidente de Austria .
- Ray Hnatyshyn, 24º Gobernador General de Canadá .
- Roy Romanow, duodécimo primer ministro de Saskatchewan (1991 – 2001).

- Constantin Tomashchuk (1875-1876)
- (1876-1877)
- (1877-1878)
- (1878-1879)
- (1879-1880)
- (1880-1881)
- (1881-1882)
- (1882-1883)
- (1883-1884)
- (1884-1885)
- (1885-1886)
- (1886-1887)
- (1887-1888)
- (1888-1889)
- (1889-1890)
- (1890-1891)
- Richard Pribram (1891-1892)
- Emilian Voiutschi (1892-1893)
- (1893-1894)
- (1894-1895)
- (1895-1896)
- (1896-1897)
- (1897-1898)
- (1898-1899)
- (1899-1900)
- (1900-1901)
- Emilian Voiutschi (1901-1902)
- (1902-1903)
- (1903-1904)
- (1904-1905)
- (1905-1906)
- Eugen Ehrlich (1906-1907)
- (1907-1908)
- (1908-1909)
- (1909-1910)
- (1910-1911)
- (1911-1912)
- (1912-1913)
- (1913-1914)
- (1914-1918)
- Vasile Tarnavschi (1918-1920)
- Ion Nistor (1920-1921)
- Maximilian Hacman (1921-1922)
- Eugen Botezat (1922-1923)
- Valerian Șesan (1923-1925)
- Romulus Cândea (1925-1926)
- George Drăgănescu (1926-1927)
- Nicolae Cotos (1927-1928)
- Valerian Șesan (1928-1930)
- Constantin Isopescu-Grecul (1930-1933)
- Ion Nistor (1933-1940)
- (1940-1941)
- (1944-1949)
- (1949-1967)
- Konstantin Chervinskiy (1968-1987)
- (1987-2001)
- (2001-2005)
- (2005-2009)
- (2009-2013)
- Stepan Vasyliovych Melnychuk (2013-2017)

## Datos interesantes
- El primer thriller de misterio ucraniano (Las sombras de los antepasados olvidados (Tini nezabutykh predkiv), 2013)[7] fue dirigido principalmente al territorio de la Universidad de Chernivtsí.